# Пунта Лањо (Напуљ)
Пунта Лањо је насеље у Италији у округу Напуљ, региону Кампанија.
Према процени из 2011. у насељу је живело 30 становника. Насеље се налази на надморској висини од 43 м.